# SEAT Ibiza I
První vozy Seat Ibiza, vyráběné pod označením 021a, byly vyrobeny v závodě Zona France u Barcelony koncem dubna 1984, oficiální premiéru měl nový automobil v červenci. Výroba začala třídveřovou variantou karoserie s délkou 3,65 m a variabilním zavazadlovým prostorem, kterou navrhl Giorgetto Giugiaro, šéf turínského studia Ital Design. Pro tento nový model SEAT Ibiza, spolu se sedanem Seat Málaga, byly navrženy nové motory, uložené vpředu napříč před přední nápravou a pohánějící přední kola. Jejich vývoj, výrobu hlavy motoru a několik dalších součástí kapalinou chlazených motorů OHC o objemu 1,2 l, 1,5 l a 1,7 l pro Seat zajišťoval renomovaný stuttgartský výrobce sportovních vozů Porsche, proto byly doplněné nápisem Systém Porsche na ventilovém víku spolu s logem Seat. Za tento ozdobný prvek platil Seat podíl z každého prodaného kusu.

## Produkce a vývoj

### První varianta: 1984–1988
Motor o objemu 1 193 cm³ (1,2 l) v první verzi vyráběné v letech 1984–1989 dosahoval nejvyššího výkonu 46 kW (62 hp) @5800rpm, větší motor o objemu 1 461 cm³ (1,5 l) pak 63 kW (84 hp) @5600rpm. Oba motory byly vybavené pětistupňovou převodovkou a dosahovaly nejvyšší rychlosti 155 km/h (1,2 l) a 175 km/h (1,5 l). Dávkování paliva zajišťoval karburátor od firmy Weber.
Od roku 1985 byl také k dispozici vznětový motor Fiat 1.7D o objemu 1714 cm³. Tento dieselový motor o výkonu 41 kW (55 hp) @4500rpm měl výrobcem psanou maximální rychlost 150 km/h a udávanou spotřebu při 90 km/h jen 5,2 l / 100 km.
V lednu 1985 nabídku rozšířil nejlevnější model 900 Junior s motorem o objemu 903 cm³ o výkonu 32 kW (43 hp) @5800rpm se čtyřstupňovou převodovkou.
Na podzim téhož roku pak nově přibyla pětidveřová karosářská varianta. Mezitím Volkswagen v červnu 1986 získal majoritní podíl automobilky Seat a tím se Seat stal součástí VW.

Na jaře 1987 se poprvé objevila sportovní varianta Ibiza SXI, původní čtyřválec 1 461 cm³ (1,5 l) díky čtyřbodovému vstřikování paliva dosahoval výkonu 74 kW (99 hp) @5900rpm a umožňoval dle parametrů výrobce jet rychlostí až 184 km/h. Na autosalónech tento vůz působil coby úspěšné lákadlo, na jeho sériovou verzi si však zákazníci museli počkat až do dubna 1988. V červenci toho roku bylo vyrobeno celkem již více než 500 000 kusů.

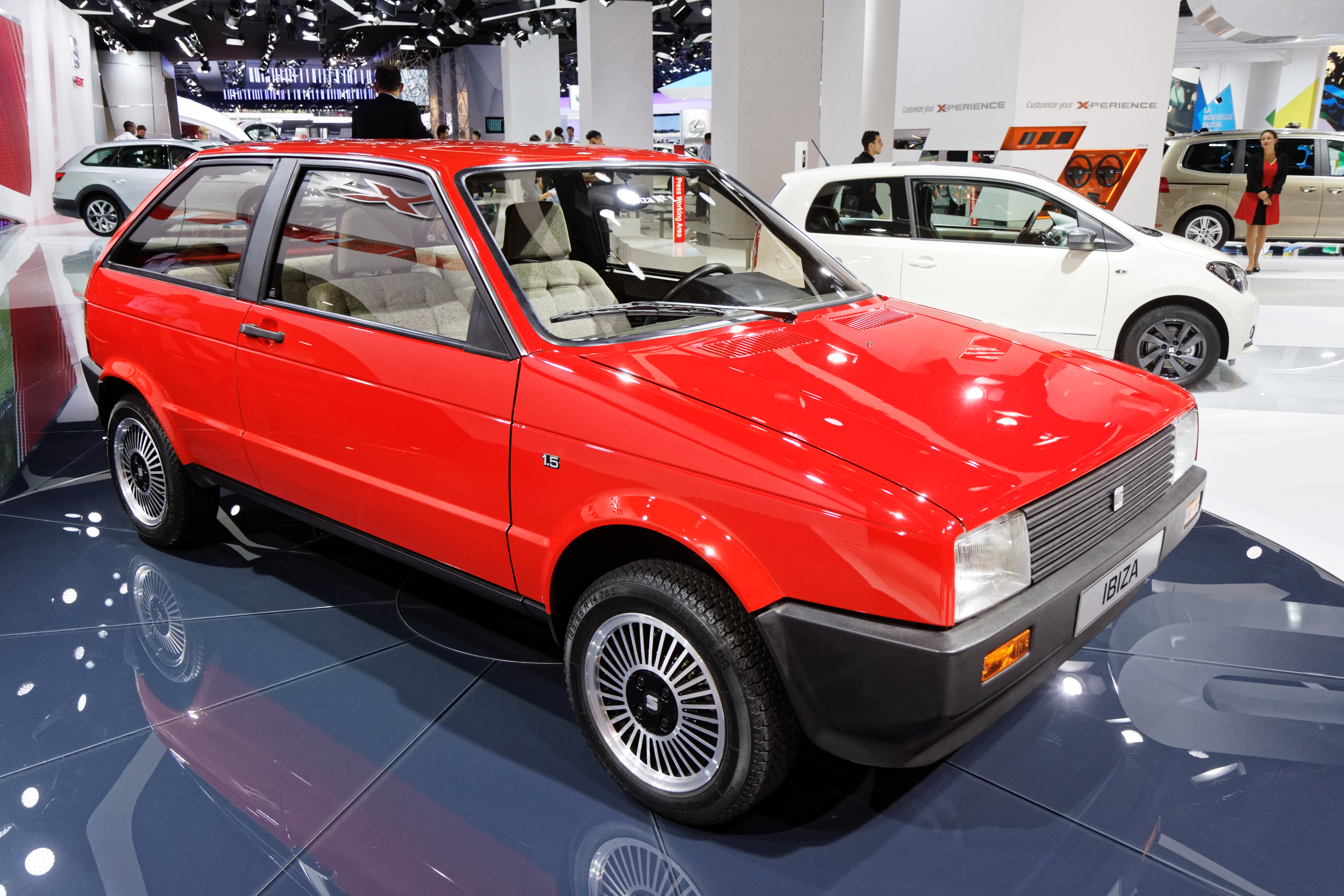
Seat Ibiza 021a (1985–1988)
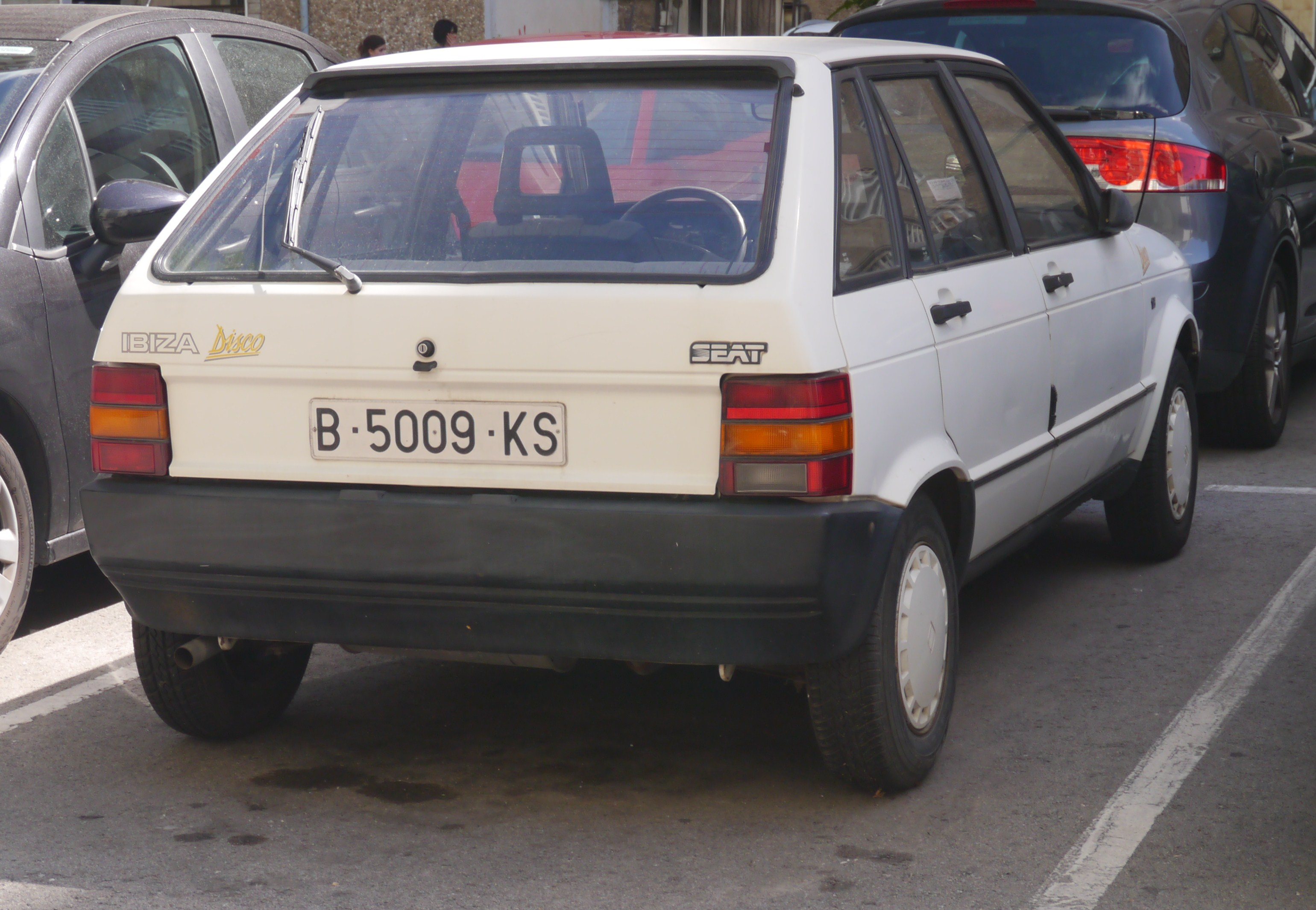
Seat Ibiza 021a (1985–1988)

### Modernizovaná verze: 1988–1990
V prosinci 1988 dostala Ibiza modernější interiér a lehce upravenou masku v barvě karoserie. Z počátku po modernizaci byla přístrojová deska ze dvou částí, kdy kaplička přístrojů byla od zbytku přístrojové desky vyráběna zvlášť. Poté došlo při výrobě k jejímu sjednocení v jeden celek – viz obrázek níže. V téže době se objevil i luxusní model Businessline s koženým čalouněním a standardně montovaným mobilním telefonem. U motorů 1,2 l došlo k navýšení výkonu díky změně distribuce paliva z karburátoru na vícebodové vstřikování Bosch Jetronic. Konkrétně šlo o navýšení výkonu na hodnotu 52 kW (70 hp) @6000rpm a stejným způsobem byl navýšen i výkon u motoru 1,5 l na 66 kW (89 hp) @6000rpm. U sportovní varianty Ibiza SXI 1,5 l došlo z důvodu nových emisních norem ke snížení výkonu z 74 kW (99 hp) na 66 kW (90 hp), tedy na výkon běžných verzí s motorem 1.5L. Primární příčinou byla nutnost instalace katalyzátoru. Pro některé trhy byla vyráběna varianta SXI TURBO, která byla vybavena motorem 1,5 l s turbodmychadlem. Výkon tohoto motoru dosahoval 80 kW (108 hp). Varianta 900 Junior byla nahrazena 900 Special, kde byl přidán pouze neřízený katalyzátor a výkon zůstal zachován.

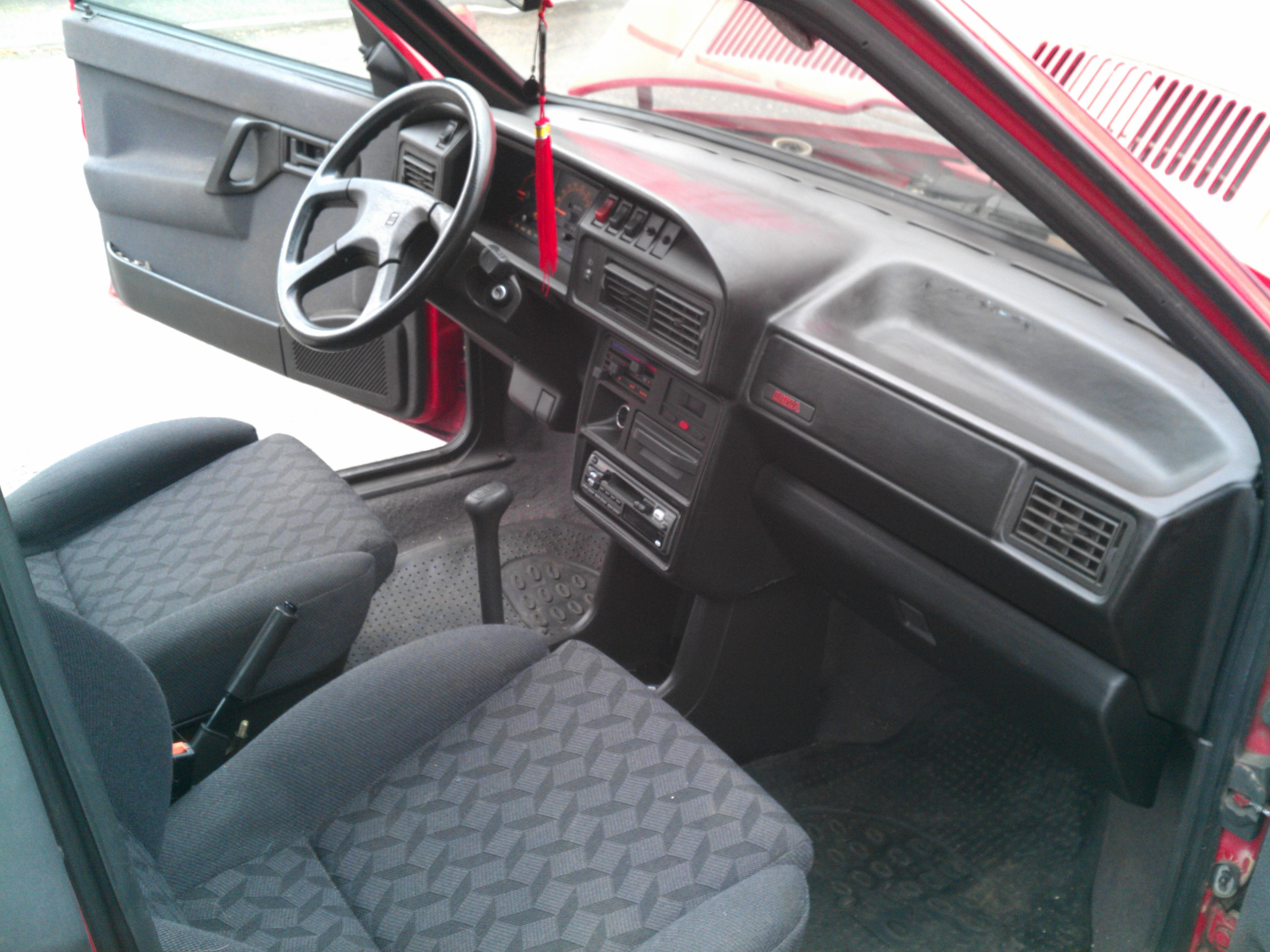
Nová podoba interieru
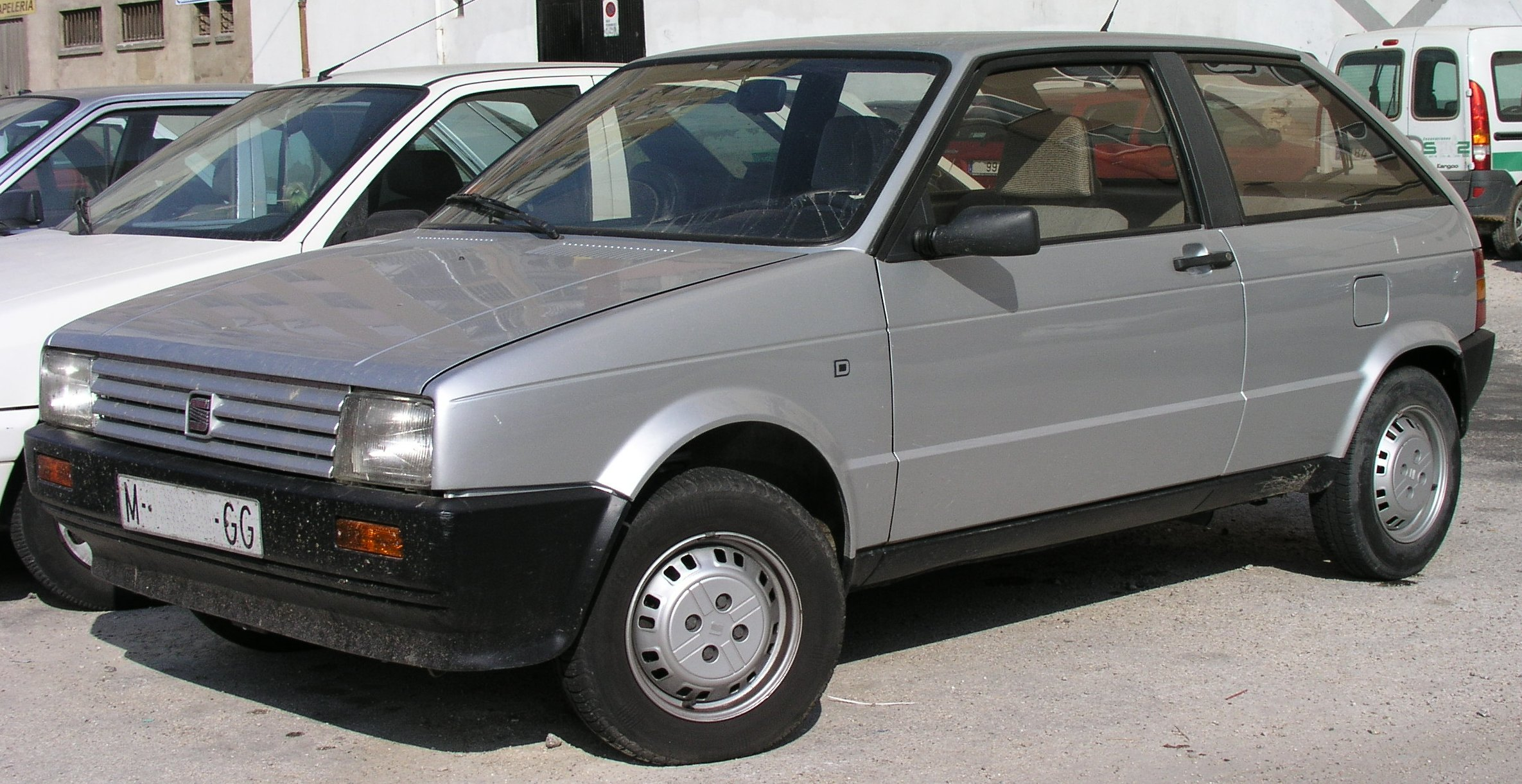
Seat Ibiza 021a (1989–1990)

### Faceliftová verze: 1991–1993
Poslední restyling zaznamenala Ibiza první generace v březnu 1991: radikálně se změnila přední část vozu, méně pak zadní část a výbava, přibylo označení New Style. Na jaře 1991 byla vyrobeno již celkově 1 000 000 vozidel.
Během posledních dvou let produkce (1992–1993) byl na trh uveden nový model Sportline, s motorem o objemu 1 675 cm³ (1,7 l) o a výkonu 72 kW (97 hp), 74 kW (99 hp) nebo 79 kW (106 hp) @5700rpm) podle trhu pro který byl určen.[zdroj?]

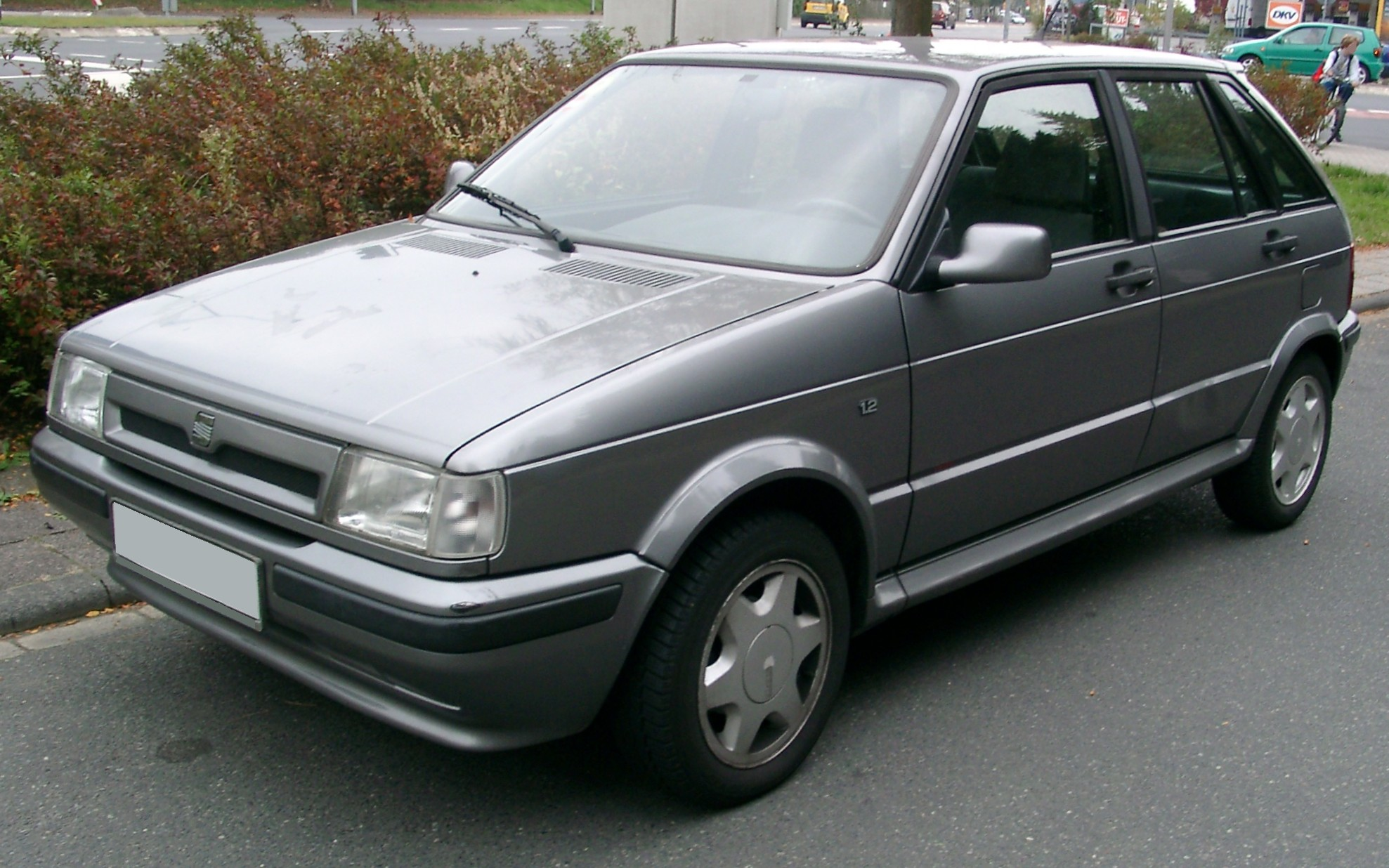
Seat Ibiza 021a (1991–1993)
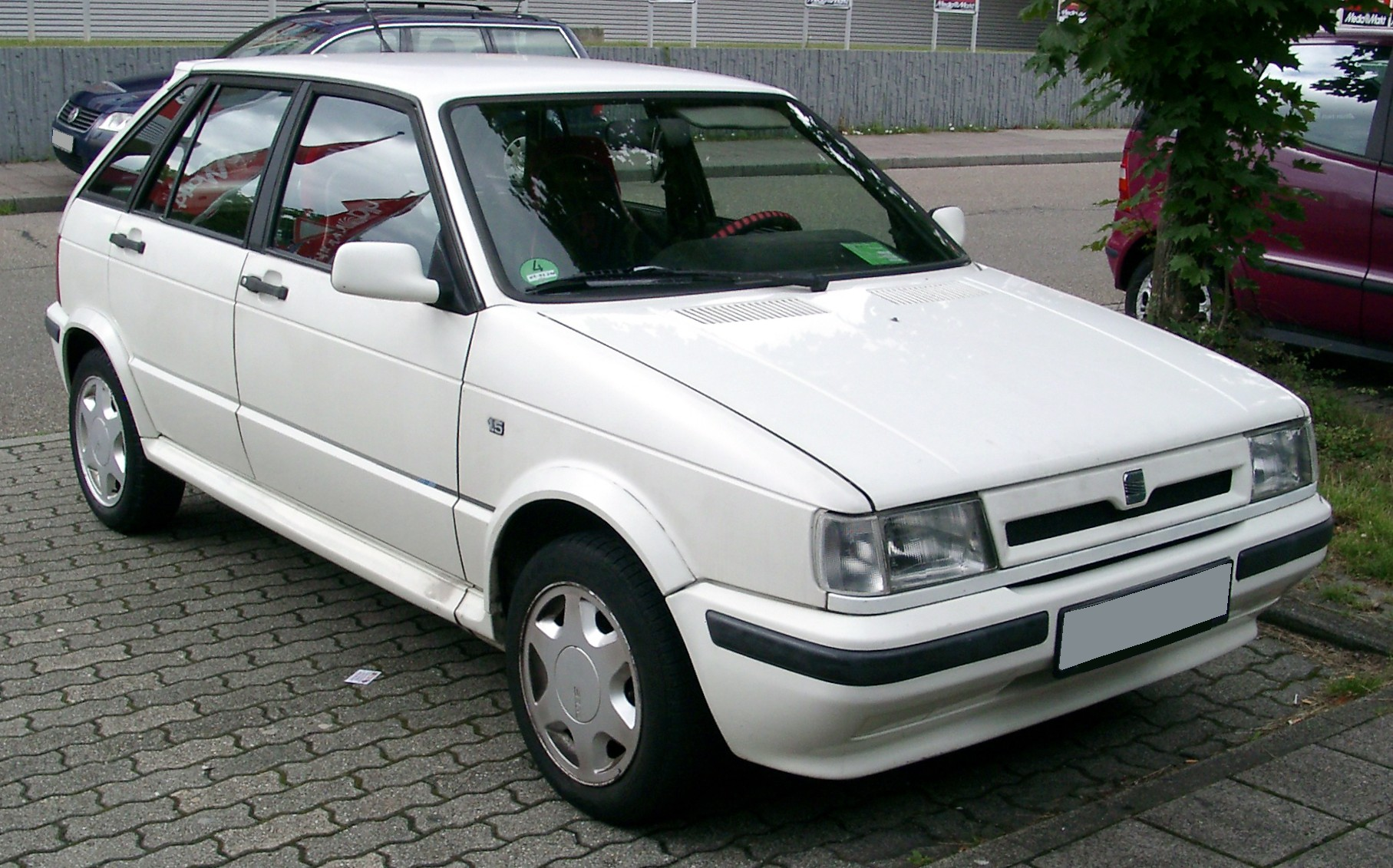
Seat Ibiza 021a (1991–1993)
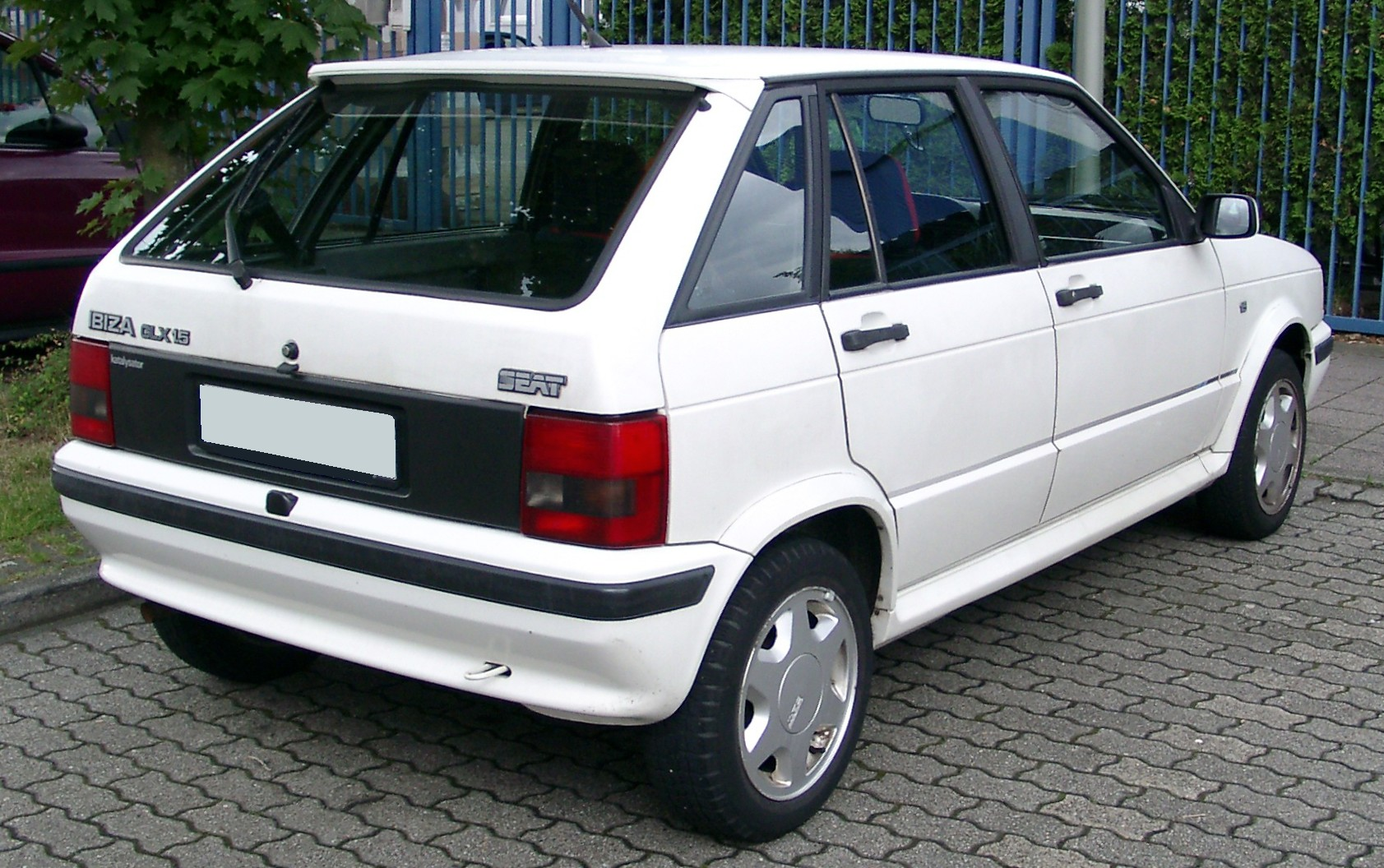
Seat Ibiza 021a (1991–1993)

### Nanjing Yuejin Soyat: 1999–2008
Po ukončení výroby ve Španělsku byly výrobní linky prodány v roce 1997 firmě Nanjing Automobile v Číně. Výroba vozidel na těchto linkách započala až po 6 letech od poslední Ibizy 021a. Pro čínský trh bylo provedeno několik specifických úprav karoserie. V roce 2003 vypršela Nanjingu licence na výrobu Ibiz a proto byl model zmodernizován a pozměněn. V roce 2005 přibyla karosářská varianta Soyat Unique, která měla zadní část podle modernějšího SEATu Inca. Motory 1,2 l byly během produkce nahrazeny modernějšími motory Toyota 1,3 l. V roce 2007 obdržel Soyat poslední facelift a v roce 2008 došlo k ukončení výroby.

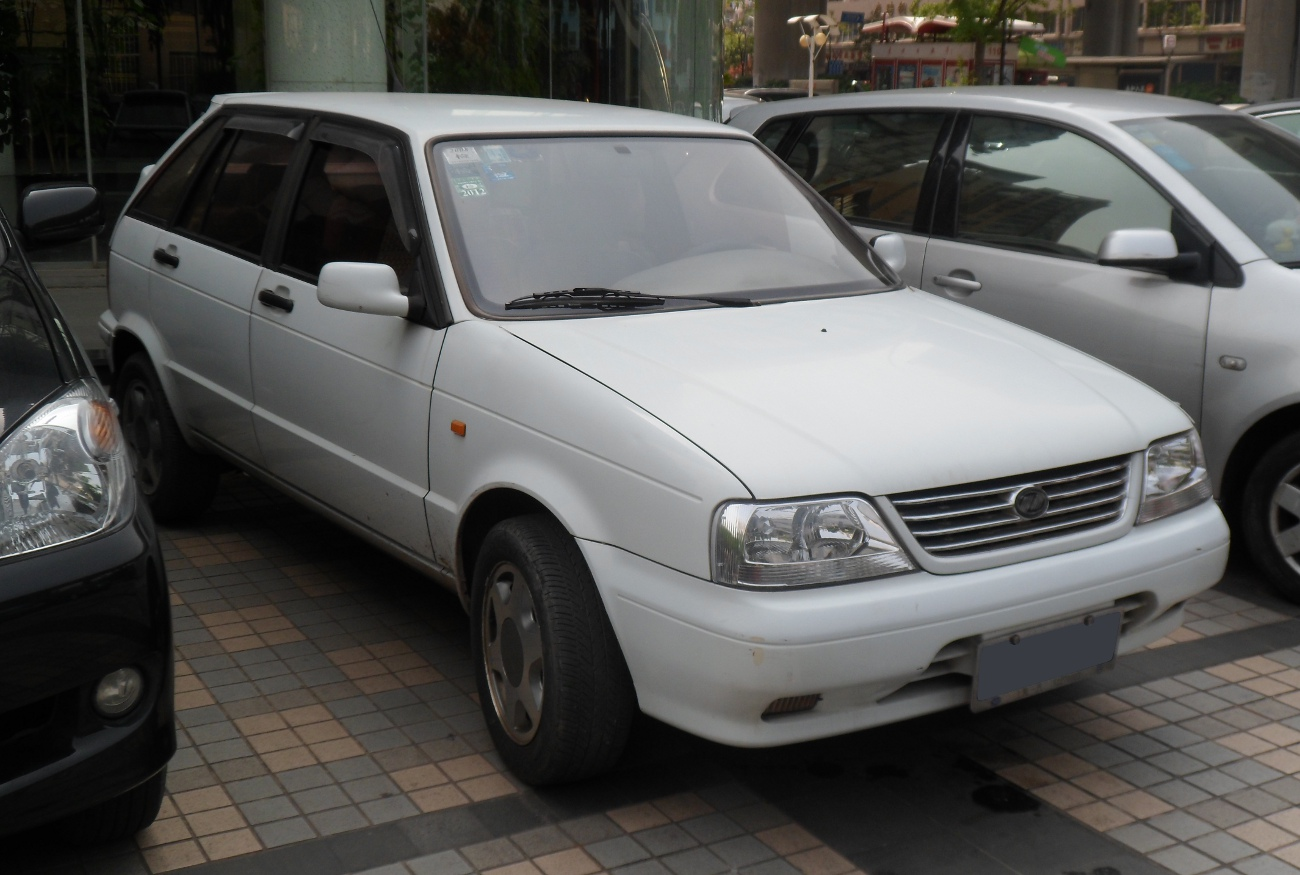
Soyat Encore 1999–2003
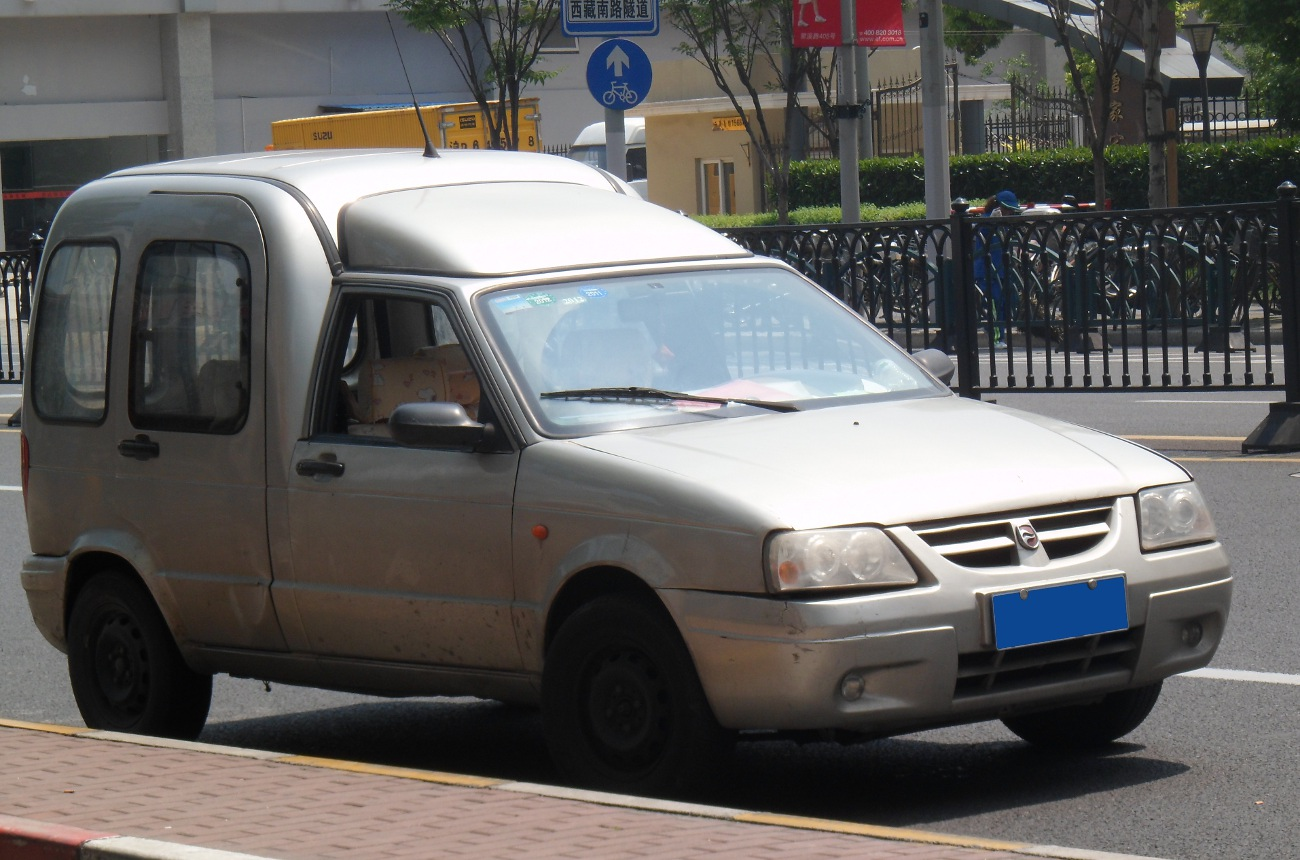
Užitková verze Soyat Unique (facelift)

### Časová osa
- 1984 červen: První vyrobené vozy jsou doručovány zákazníkům ve Španělsku
- 1985 leden: Zahájení prodeje modelů s dieselovým motorem a motorem 0,9 l
- 1986 říjen: Představení 5dvéřové karosářské varianty, výfukového systému s vylepšeným tlumičem
- 1987 duben: Uvedena do výroby varianta SXI
- 1987 červen: Revize karoserie s drobnými úpravami
- 1988 duben: Verze s motory 1,5 l nově mají i katalyzátor
- 1988 červenec: 500 000 vyrobených kusů
- 1988 listopad: Maska chladiče v barvě vozu, nová palubní deska s odkládacím prostorem, odkládací prostor na rukavice, nový typ volantu, upraveno topení, jiný typ sedaček s širším nastavením. Motory 1,5 l nyní s LU-Jetronic vstřikováním.
- 1989 březen: Upravena převodovka, zrcátko vpravo nyní i v základní výbavě
- 1989 listopad: Motorizace 1,2 l nyní s katalyzátorem
- 1991 březen: Facelift
- 1991 duben: 1 000 000 vyrobených kusů
- 1991 listopad: Představena verze 1,7 l Sportline
- 1993 květen: Konec výroby, představená nová generace na platformě Volkswagen.
- 1997 srpen: Prodej výrobních linek do Nanjing – Čína
- 1999 leden: Zahájena výroba s menšími změnami. Nový název vozidla: Nanjing Yuejin NJ6400
- 2003 únor: Facelift a nový název: 7150 Encore, nová karosářská užitková verze: Soyat Unique NJ1020. Motory 1,2 l nahrazeny motory 1,3 l Toyota
- 2004 březen: Přejmenování na Nanjing Yuejin Soyat
- 2007: Poslední facelift
- 2008: Ukončení výroby

## Edice

### Běžné edice
K dostání na všech dostupných trzích byly po celou dobu produkce nabízeny tyto edice:
- L / LD: Základní výbavová verze, nejlevnější varianta
- CL / CLX: Mírně lépe vybavenější verze než L / LD

- GL / GLD: Střední výbavová verze
- SX: méně štědře vybavená varianta, ovšem se sedačkami s výrazným bočním vedením, otáčkoměrem a čtyřramenným volantem

- GLX: Nadstandardní výbavová verze

- SXI: Vrcholová sportovní verze

### Speciální edice
Tyto edice byly k dispozici většinou jako akční modely k příležitosti významnější sportovní nebo jiné události:
- 1985 – Paco Rabanne: Prezentována na Salon de Barcelona, k dispozici pouze 50 omezených kusů

- 1985 – Junior: Nejlevnější možná edice. Na boku vozidla doplněná linkou a nápisem Junior.

- 1986 – Del Sol: Varianta GL v bílé barvě a černými doplňky a příplatkovou výbavou jako např. střešní okno. Pouze s motorizací 1,2 l.

- 1987 – Manrique: Umělec César Manrique spolupracoval s BMW na tvorbě BMW Art Collection modelů a při této příležitosti vytvořil 10 kusů umělecky pomalovaných Ibiz, přičemž jednu z nich věnoval SEAT umělci. V roce 2015 SEAT akci zopakoval se 100 kusy nové Ibizy.

- 1987 – Fresh

- 1987 – Comfort

- 1988 – Crono: Jednalo se o druhou „nejlepší“ edici dostupnou hned po SXI. K výběru bylo 5 barevných provedení: černá, modrá, šedivá, bílá a červená. Na karoserii byl nápis Crono. K dispozici pouze pro motorizace 1,2 l a 1,5 l.

- 1988 – Disco

- 1988 – Design

- 1989 – XL

- 1989 – Injection

- 1989 – Tennis

- 1990 – Slalom: Podobný bodykit jako byl použit pro verzi SXI, interiér základní.

- 1990 – Street

- 1991 – Special

### Speciální edice prodávané pouze v konkrétních zemích
- 1984 Nizozemsko – Bolero Interstate: Velice omezená verze, pouze 3dveřové karosářské provedení se sportovním bodykitem a hliníkovými disky. Tato verze byla použita později pro prototyp sedanu.

- 1985 Francie – Star: Tato edice měla jako jediná 4 světlomety z Volkswagenu Golf.

- 1986 Spojené království – Bonito: 3dveřová edice s motory 1,2 l.

- 1987 Spojené království – Brio: Originální hliníkové disky, sportovní bodykit, jednalo se o dvoubarevnou variantu, pouze motorizace 1,2 l.

- 1988 Anglie – Ace: Bíle lakovaná varianta, s lakovanými kryty kol a červenými linkami a symbolem Ákového esa na boku a v pravém rohu kapoty.

- 1989 Francie – RVN: Vyrobeno 100 kusů, pouze 3dveřová verze. Na bocích speciální znak RVN a jiným, kvalitnějším ozvučením. Pouze 1,2 l.

- 1989/90 – Businessline: Vyrobeno 100 kusů. Jako základ byla použita verze SXI doplněná o kožené sedačky, palubním telefonem a vyklápěcí střechou. Pouze 1,5 l ve 74 kW (99 hp) provedení.
- 1990 Německo/Švýcarsko – Turbo: Limitovaná verze vycházející z SXI využívající turbokompresor pro zvýšení výkonu.

- 1990/91 – G. Sabatini: Limitovaná edice inspirovaná tenistkou Gabrielou Sabatini. Tyto vozy měly po celém boku karoserie nalepený zelenozlatý pruh, který v zadní části přecházel v nápis "Gabriela Sabatini" a siluetu tenistky. U označení modelu – nápisu IBIZA na víku zavazadelníku byl obrázek tenisové rakety. Tato verze byla pouze v třídveřové karoserii a pouze v bílé barvě "Blanco Alpino" a s bílými nárazníky. V roce 1991 byla uvedena znovu jako druhá varianta limitované edice. Tato druhá varianta měla na boku karoserie červeno-modro-zelený pruh vynechávající nápis se jménem tenistky a její siluetou, který měla varianta první. Místo toho tento pruh pokračoval až na víko zavazadelníku, kde se nacházel nápis "G Sabatini". Červeno-modro-zelený proužek byl naznačen i na přední mřížce chladiče, na předních blatnících se nacházel obrázek tenisového míčku, B sloupek byl zesvětlen a také nesl označení varianty. Tato druhá edice vycházela z varianty XL, kdy toto označení bylo též uvedeno na víku zavazadelníku. Neověřenou informací je, že všechny vozy edice G. Sabatini měly ve výbavě střešní okno.

V některých zemích byly také prodávány dealery upravené verze a speciální a méně známé lokální edice, např.:
- 1992 Itálie – Crono Sporty Look

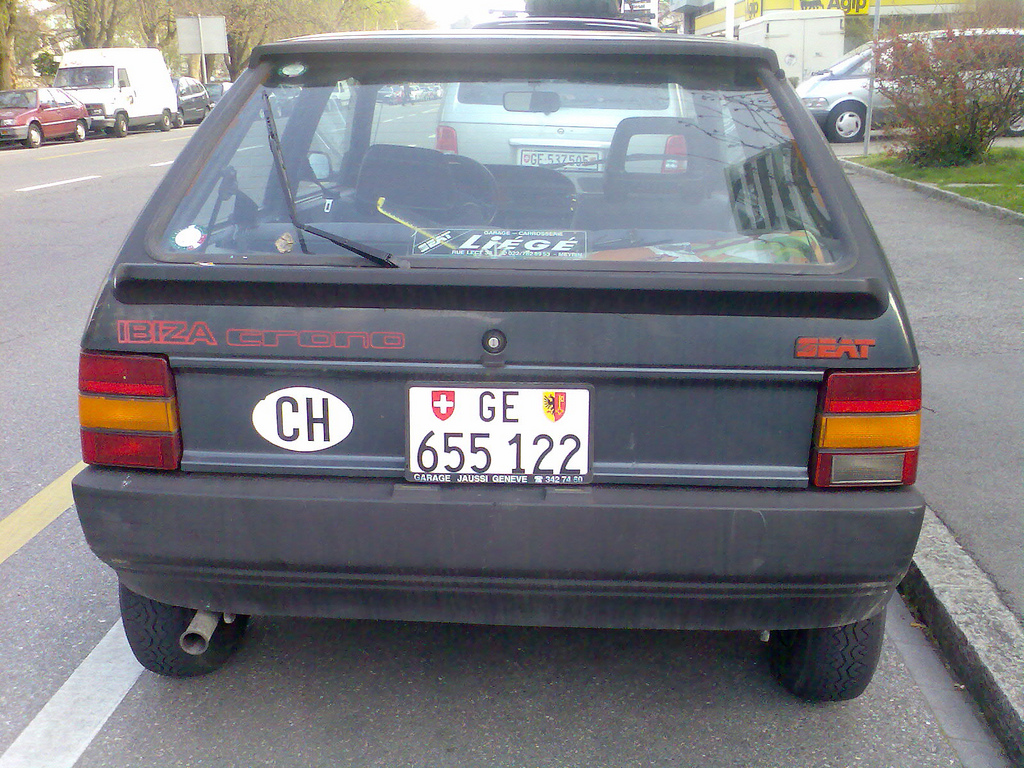
Edice Crono
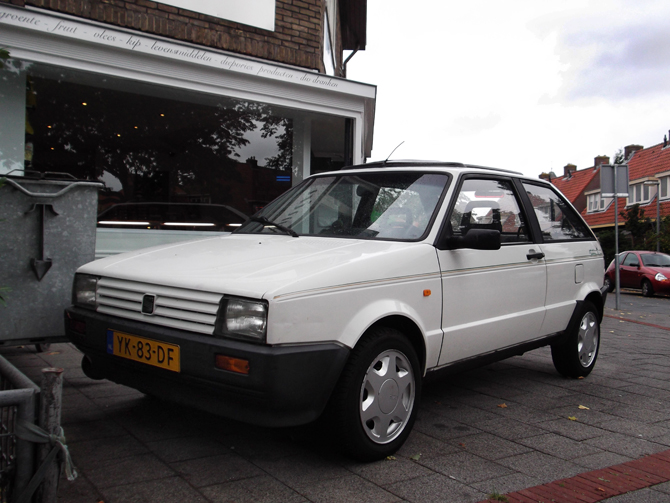
Edice G. Sabatini
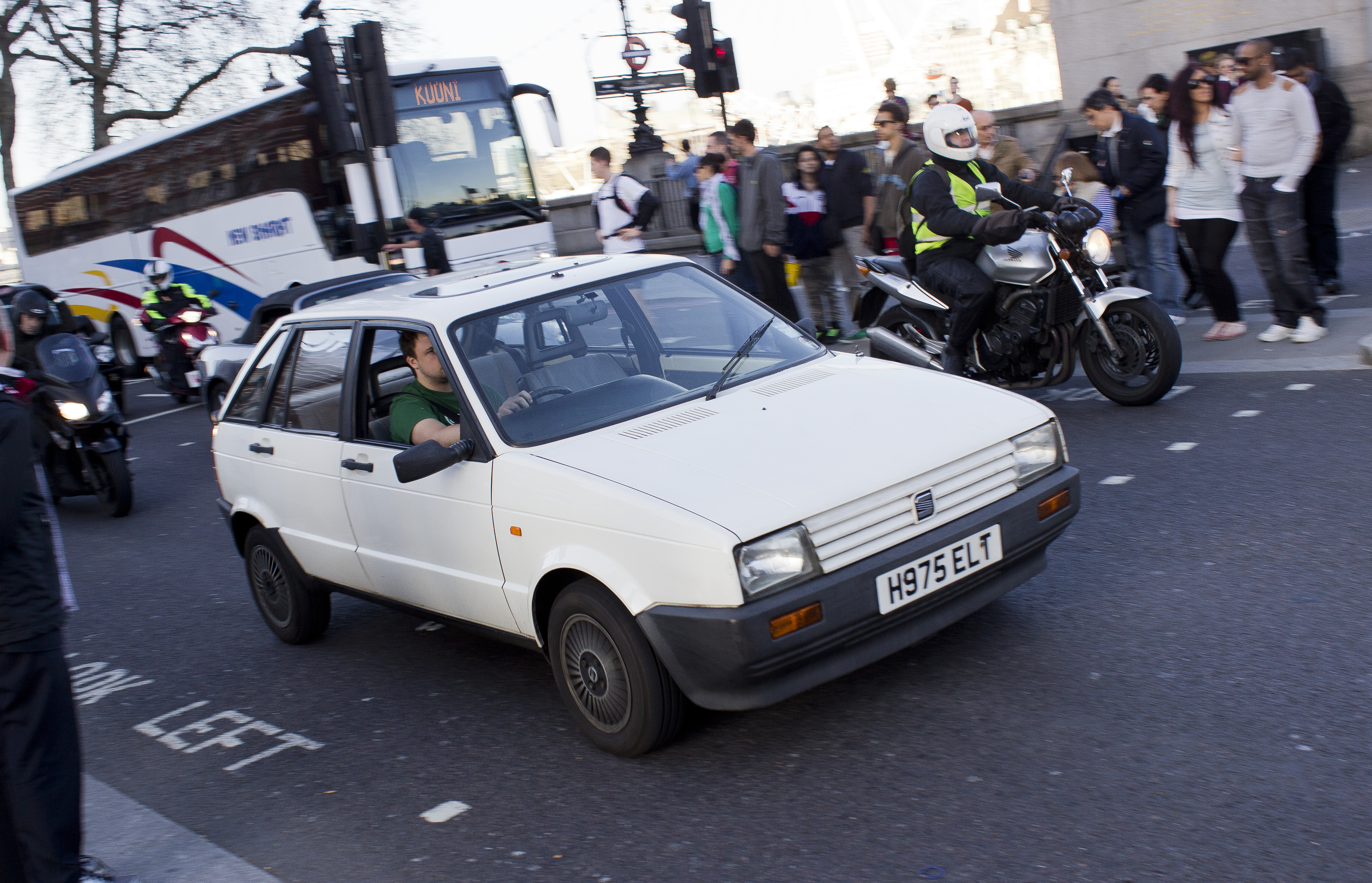
Edice Special
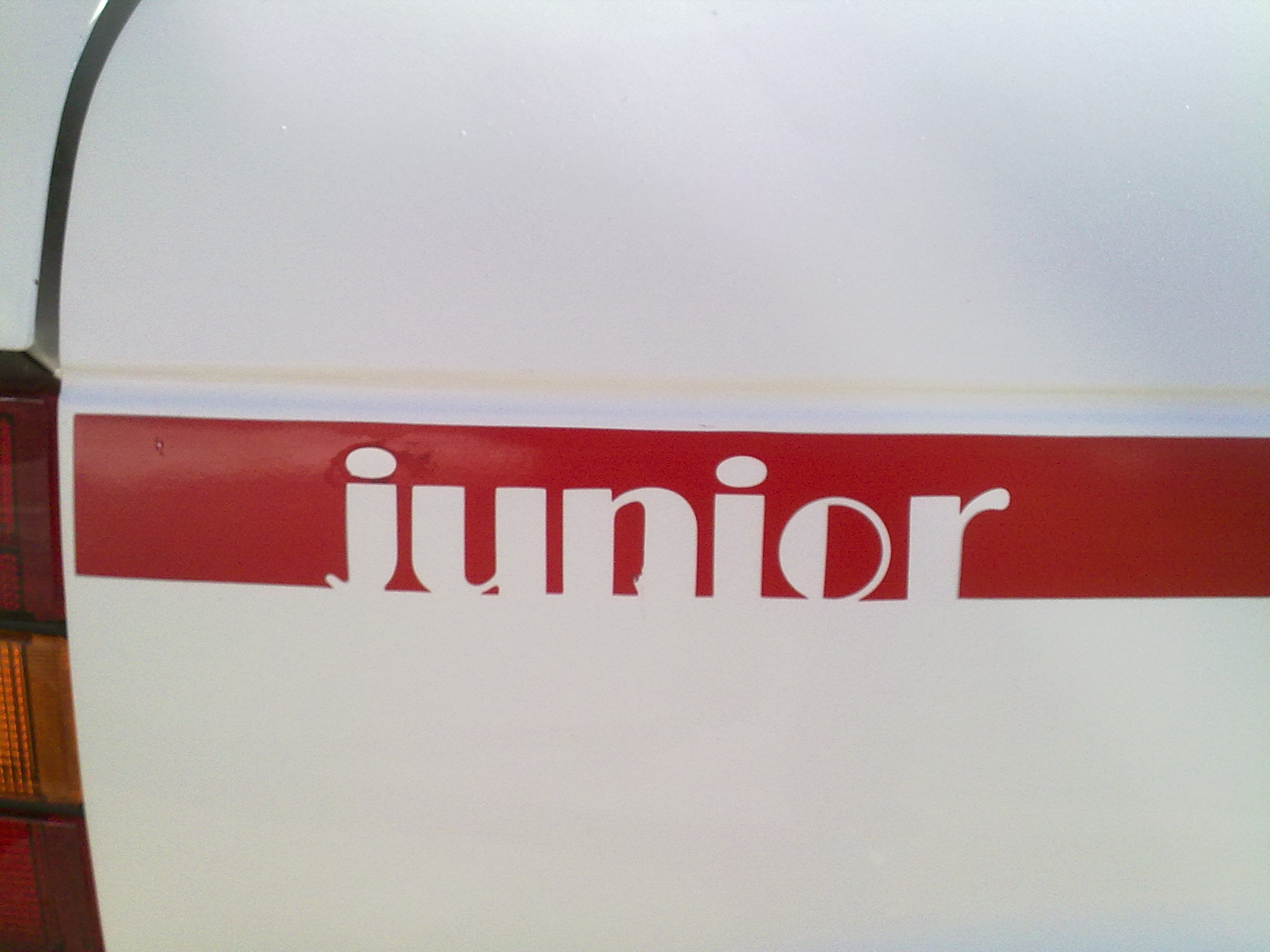
Edice Junior
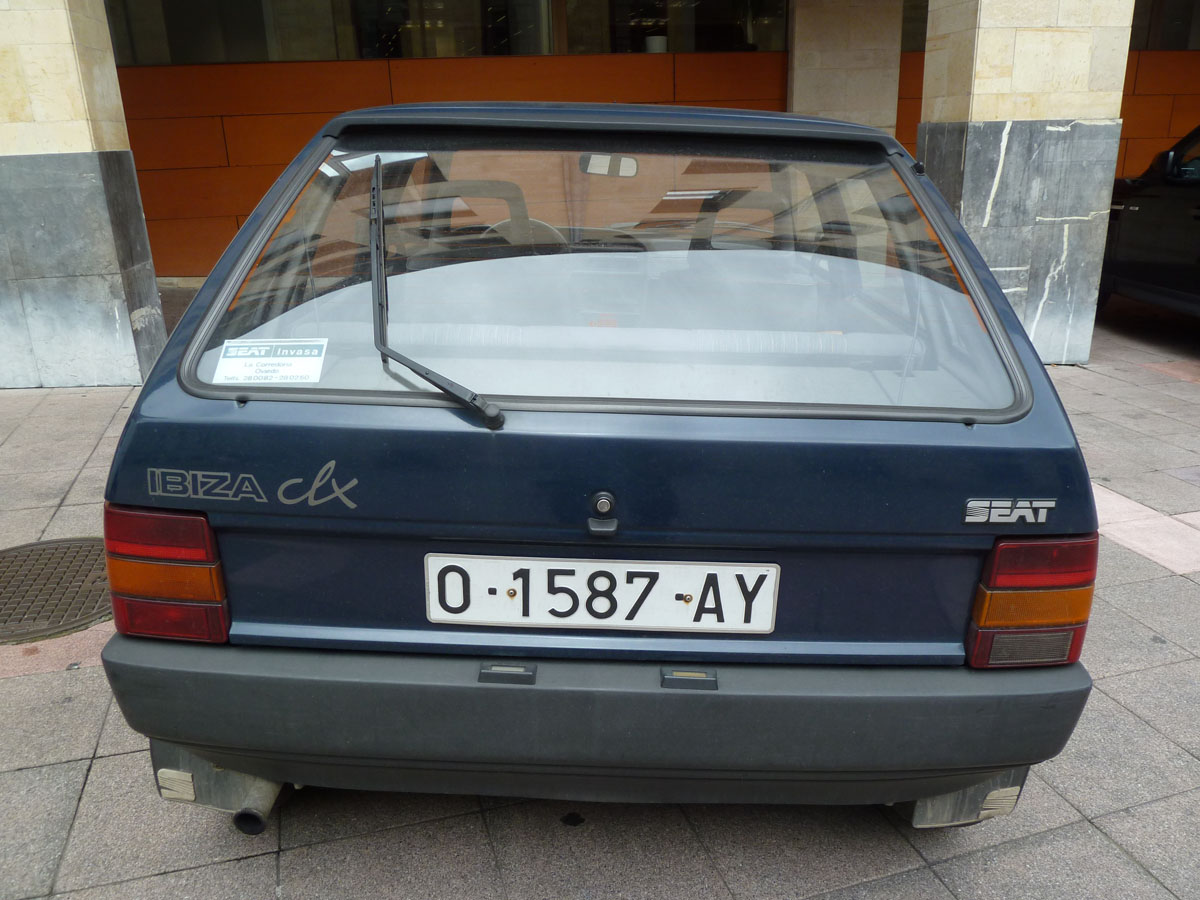
Edice CLX
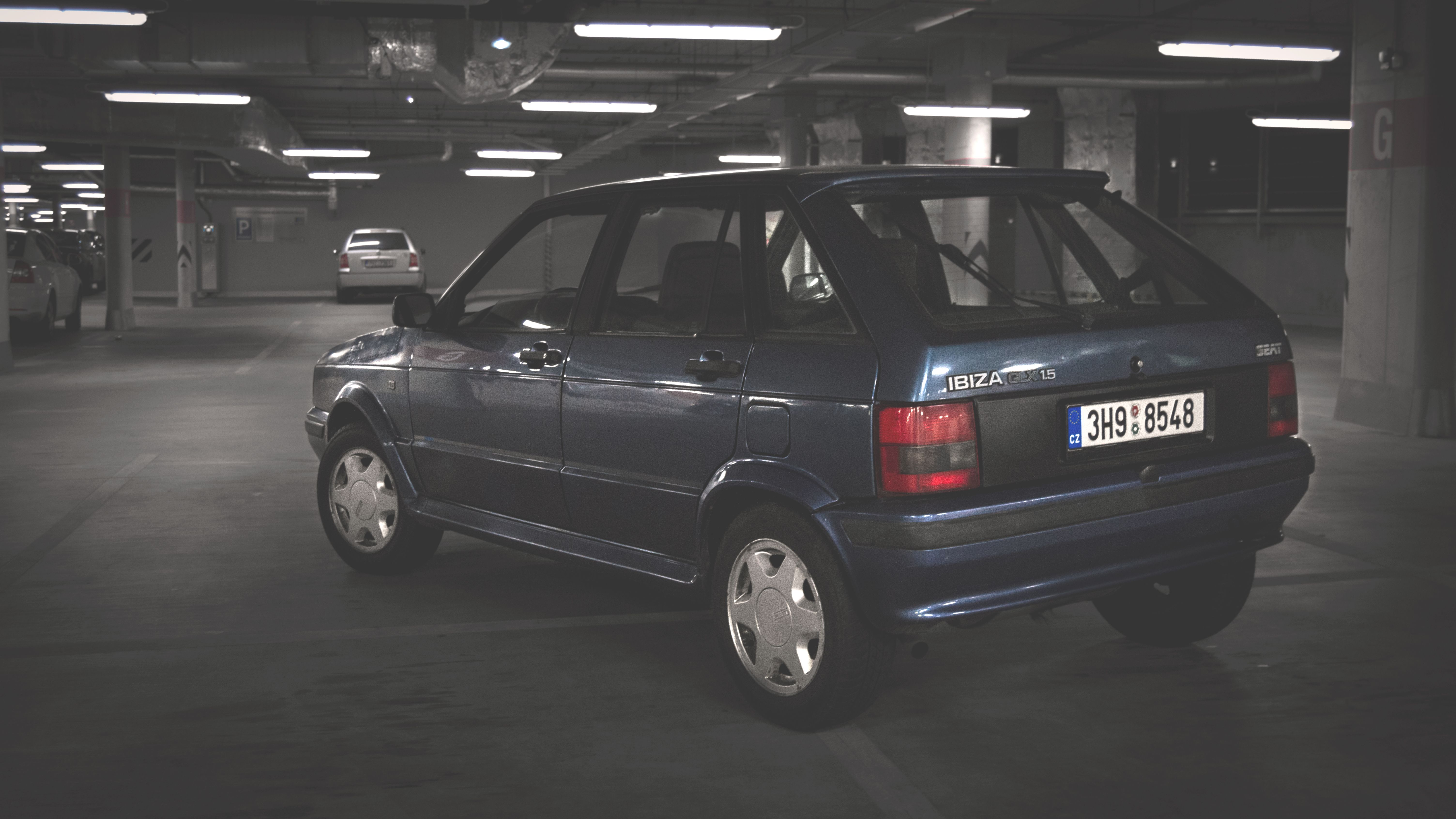
Seat Ibiza New Look GLX

## Sportovní varianty
Varianty SXI a Sportline byly oproti základním provedením lépe vybavené, například klimatizací (pouze některé), sportovními sedačkami, elektronickými předními okny vpředu, regulací podsvícení přístrojového štítu, centrálním zamykáním, výklopnými zadními okny, středovým tunelem mezi předními sedadly poskytujícím místo pro odložení věcí, ukazatelem tlaku oleje. U předfaceliftové verze SXI byl základem i spojler nad zadním oknem a na zadních dveřích. Stejně jako u ostatních verzí modelu však byla vzadu použita pevná náprava s listovým odpružením, což se projevovalo na jízdních vlastnostech. Přední náprava byla doplněna o stabilizátor a větší brzdové třmeny schopné pojmout chlazené brzdové kotouče. Mnoho z těchto prvků bylo dostupných i ve výbavě verze GLX, především pak těch, které přispívaly ke komfortu pasažérů.
Před faceliftem, tedy do března roku 1990, byla verze SXI pouze s třídveřovou karoserií. Na první pohled lze tuto předfaceliftovou verzi identifikovat díky nárazníkům s červenými pruhy, předními mlhovkami, plastovým bodykitem taktéž s červenými linkami, označením "SXI" na mřížce chladiče, B sloupcích a na víku zavazadelníku. Barevné varianty byly bílá, černá, červená a šedá, kdy černá a šedá byly laky metalické.
S faceliftem, tedy příchodem "New Style" nahradila verzi SXI jako vrcholnou sportovní variantu verze Sportline s motorem 1.7L. Verze SXI ovšem byla i po faceliftu dále nabízena, i když její vzhled již nebyl tak výrazně sportovní. Nově mohla mít tato verze i pětidvéřovou karoserii. Motor zůstal stejný, tedy 1.5L s výkonem 66 kW (90 hp). Identifikace pofaceliftové verze SXI byla nejlépe možná podle označení SXI na masce chladiče, z boku na dveřích a na víku zavazadelníku. Součástí výbavy byla nově designovaná šestipaprsková litá kola a přední mlhovky integrované v nárazníku.
Varianta TURBO byl model vycházející z výbavy a vzhledu SXI. Motor 1,5 l byl doplněn turbodmychadlem Garret a mezichladičem stlačeného vzduchu. Maximální plnicí tlak byl 0,4 baru a kompresní poměr byl 9,1:1. Výkon motoru byl 80 kW v 5500 otáčkách a kroutící moment dosahoval výše 150 Nm při 4000 otáčkách. Tento model byl určen pouze pro některé trhy a to pro Švýcarsko, Německo a snad také pro Rakousko. Označení "SXI" v přední mřížce, B Sloupcích a na víku zavazadelníku bylo nahrazeno nápisem "TURBO". V interiéru byl místo digitálních hodin instalován ukazatel tlaku turba.
Model Sportline s motorem o objemu 1675 cm³ (1,7 l) a o výkonu 72 kW (97 hp), 74 kW (99 hp) nebo 79 kW (106 hp) přišel jako reakce na nutnost instalace katalyzátoru a s tím spojeným snížením výkonu motoru 1.5L u verze SXI na 66 kW, tedy na výkon běžných verzí, které naopak se zavedením čtyřbodového vstřikování svůj výkon navýšily. Dostupná byla tato verze s tří nebo pětidvéřovou karoserií. Barevné varianty byly buď tmavě modrá, tmavě zelená, nebo tmavě šedá metalíza a základní červená. Litá šestipaprsková kola byla tvarově shodná s variantou SXI a dalšími verzemi "New Style", které těmito koly disponovaly. Rozdíl ovšem spočíval v barevném provedení a použitím malých středových pokliček z předfaceliftové verze namísto velkých faceliftových. Oproti stříbrně lakovaným běžným kolům měly ráfky pro model Sportline černé vnitřní části paprsků, kdy naopak čelní strana kol byla soustružena a zalakována bezbarvým lakem. V interiéru se pak objevil nově tvarovaný volant (s nápisem Sportline), řadicí páka a nové sedačky. Všechny tyto prvky již designově odkazují na tvary používané v devadesátých letech a tedy u následující nové generace modelu SEAT Ibiza (VW Polo).

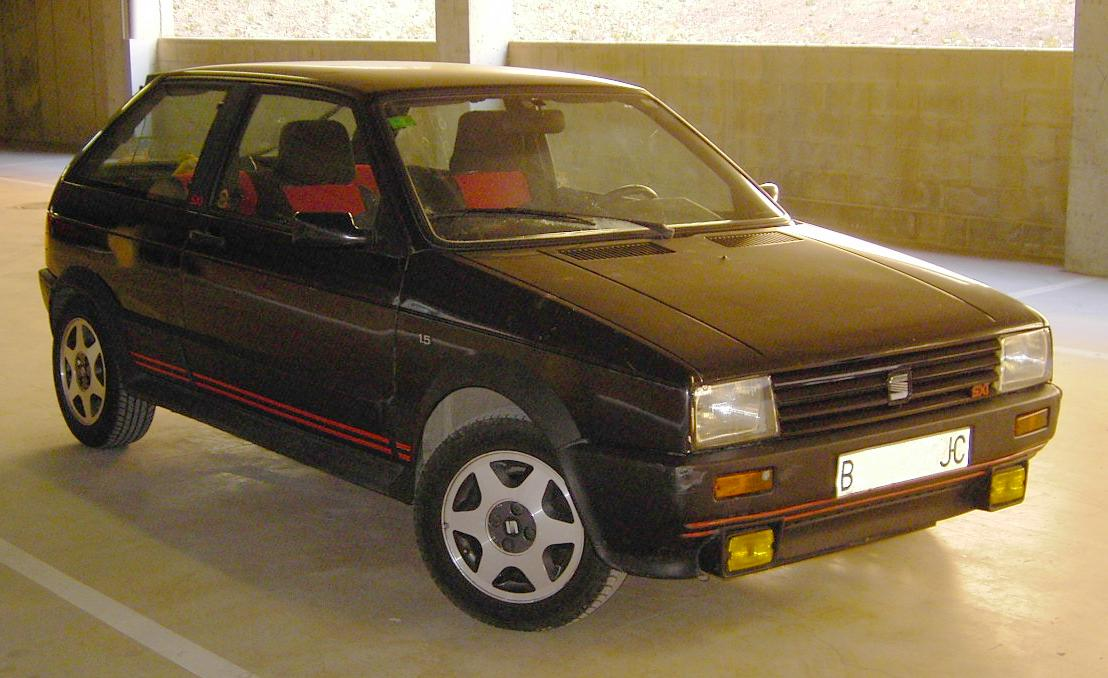
Seat Ibiza 021a SXI s koly varianty Sportline
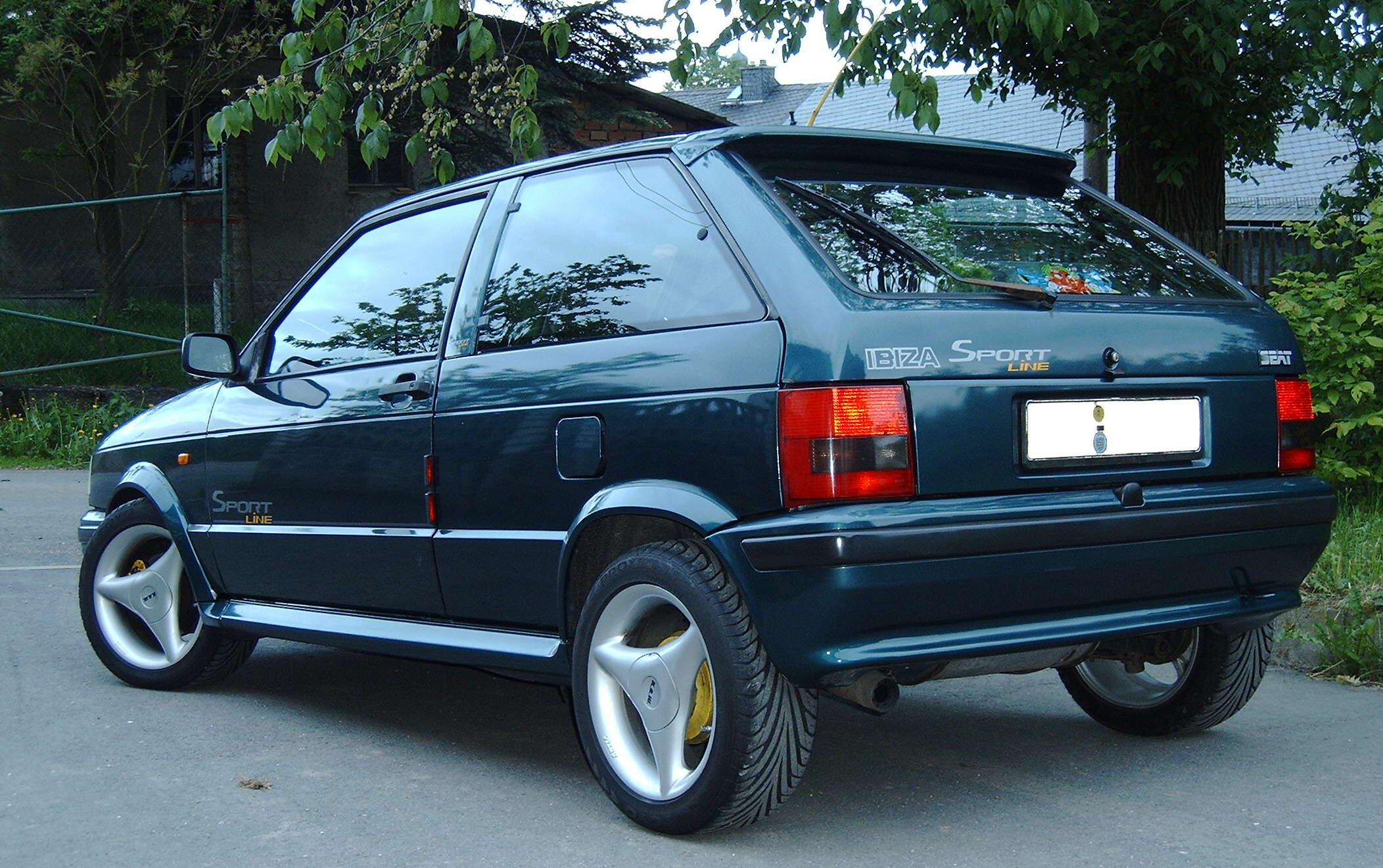
SEAT Ibiza 021a Sportline s neoriginálními koly
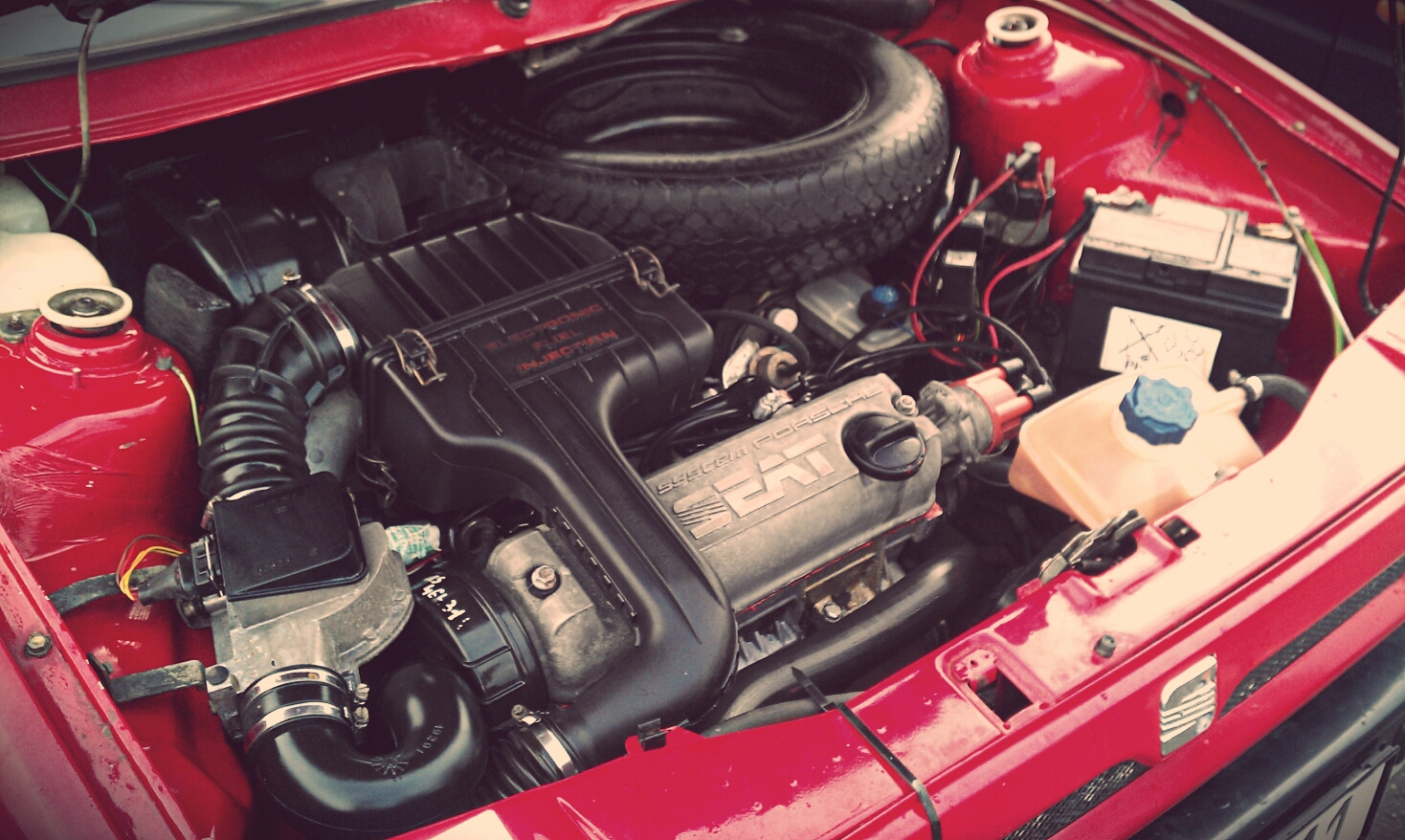
SEAT motor SXI System PORSCHE

## Motory
Zajímavostí motorů System Porsche, tedy všech benzínových o obsahu 1,2 l, 1,5 l a 1,7 l, je fakt, že využívaly naprostou většinu společných dílů. Pro dosažení změny objemu se měnilo pouze vrtání nebo zdvih pístů. U motorů 1,2 l a 1,5 l jsou rozdíly jednotlivých objemů a výkonových verzí dány jiným tvarem pístu (tím došlo ke změně kompresního poměru z 11:1 na 10,2:1), dále pak jinou řídící jednotkou a katalyzátorem.
| Název            | Označení         | Kódy motoru      | Konstruktér      | Obsah               | Dávkování paliva                       | Katalyzátor      | Max. výkon                                 | Max. točivý moment | Vrtání × zdvih   | Udávaná maximální rychlost |                  |                  |                  |                  |                  |                  |                  |
| Benzínové motory | Benzínové motory | Benzínové motory | Benzínové motory | Benzínové motory    | Benzínové motory                       | Benzínové motory | Benzínové motory                           | Benzínové motory   | Benzínové motory | Benzínové motory           | Benzínové motory | Benzínové motory | Benzínové motory | Benzínové motory | Benzínové motory | Benzínové motory | Benzínové motory |
| ---------------- | ---------------- | ---------------- | ---------------- | ------------------- | -------------------------------------- | ---------------- | ------------------------------------------ | ------------------ | ---------------- | -------------------------- | ---------------- | ---------------- | ---------------- | ---------------- | ---------------- | ---------------- | ---------------- |
| 0.9 8V           | N4               | 146A .000        | Fiat             | 896 cm³             | karburátor (WEBER 32 ICEV)             | Od 1989 neřízený | 32 kW (43 hp)                              | 56 Nm              | 65,0 × 68,0 mm   | 130 km/h                   |                  |                  |                  |                  |                  |                  |                  |
| 0.9 8V           | N4               | 146A .000        | Fiat             | 903 cm³             | karburátor (WEBER 32 ICEV)             | Od 1989 neřízený | 29 kW (39 hp) 32 kW (43 hp)                | 56 Nm              | 65,0 × 68,0 mm   | 130 km/h                   |                  |                  |                  |                  |                  |                  |                  |
| 1.2 8V           | N1               | 021A* 1.000      | Seat + Porsche   | 1 184 cm³ 1 193 cm³ | karburátor (Pierburg 1 B 3)            | ne               | 44 kW (59 hp)                              | 86 Nm              | 75,0 × 67,5 mm   | 155 km/h                   |                  |                  |                  |                  |                  |                  |                  |
| 1.2 8V           | N8               | 021A* 1.000      | Seat + Porsche   | 1 193 cm³           | vstřikování (BOSCH LU2 – Jetronic)     | řízený           | 52 kW (70 hp)                              | 96 Nm              | 75,0 × 67,5 mm   | 157 km/h                   |                  |                  |                  |                  |                  |                  |                  |
| 1.5 8V           | N2               | 021A* 2.000      | Seat + Porsche   | 1 450 cm³ 1 461 cm³ | karburátor (Bressel-Weber 32 DSTA 151) | ne               | 63 kW (84 hp)                              | 116 Nm             | 83,0 × 67,5 mm   | 175 km/h                   |                  |                  |                  |                  |                  |                  |                  |
| 1.5 8V           | N5               | 021A* 2.000      | Seat + Porsche   | 1 450 cm³ 1 461 cm³ | vstřikování (BOSCH LU2 – Jetronic)     | řízený           | 66 kW (89 hp)                              | 120 Nm             | 83,0 × 67,5 mm   | 175 km/h                   |                  |                  |                  |                  |                  |                  |                  |
| 1.5 8V           | N6               | 021A* 2.000      | Seat + Porsche   | 1 450 cm³ 1 461 cm³ | vstřikování (BOSCH LE2 – Jetronic)     | ne               | 74 kW (99 hp)                              | 128 Nm             | 83,0 × 67,5 mm   | 184 km/h                   |                  |                  |                  |                  |                  |                  |                  |
| 1.5 8V Turbo     | ?                | ?                | Seat + Porsche   | 1 461 cm³           | vstřikování (BOSCH LU2 – Jetronic)     | řízený           | 80 kW (110 hp)                             | 150 Nm             | 83,0 × 67,5 mm   | 183 km/h                   |                  |                  |                  |                  |                  |                  |                  |
| 1.7 8V           | O8               | 021A* 3.000      | Seat + Porsche   | 1 675 cm³           | vstřikování (BOSCH LU2 – Jetronic)     | - řízený -       | 72 kW (97 hp) 74 kW (99 hp) 79 kW (106 hp) | - 138 Nm -         | 83,0 × 77,4 mm   | - 182 km/h -               |                  |                  |                  |                  |                  |                  |                  |
| Dieselové motory |                  |                  |                  |                     |                                        |                  |                                            |                    |                  |                            |                  |                  |                  |                  |                  |                  |                  |
| 1.7 D            | N3               | 022A* 5.000      | Fiat             | 1 698 cm³           | vstřikování (BOSCH CZ-B.494 263)       | Ne               | 41 kW (55 hp)                              | 98 Nm              | 83,0 × 79,2 mm   | 150 km/h                   |                  |                  |                  |                  |                  |                  |                  |
| 1.7 D            | N9               | 138A 5.000       | Fiat             | 1 714 cm³           | vstřikování (BOSCH CZ-B.494 263)       | Ne               | 40 kW (54 hp) 42 kW (56 hp)                | 98 Nm              | 83,0 × 79,2 mm   | 150 km/h                   |                  |                  |                  |                  |                  |                  |                  |

* – Kódy byl doplněn znakem A–Z podle série namísto hvězdičky

## Prototypy
- Cabriolet: Tento prototyp existoval v několika provedení. První vznikla ve studiu Proto Design, autorem byl Elías Bacoulas. Byla představena v Řecku v roce 1986 pouze v černé barvě. V plánu bylo uvést tuto verzi už následující rok do sériové produkce. Následně byl představen prototyp od studia ASC na Salon de Barcelona v roce 1987. Třetí prototyp byl vyroben v roce 1989 studiem Italdesign. Čtvrtý prototyp byl postaven již na faceliftové verzi v roce 1991.

- Raider: Jednalo se o prototyp se sedadly 2+2 s kufrem umístěným mimo prostor pro posádku a s výsuvnými lampami. Autorem byl Francisco Podadera. Volkswagen ale návrh odmítl. Fransisco Podadera se však rozhodl svůj projekt dokončit pod vlastní značkou. Nakonec vyrobil 83 kusů a vozidlo pojmenoval Aníbal Podadera. V roce 1992 byla výroba kvůli ekonomickým důvodům ukončena. K dispozici byly dvě varianty:
  - F90: S motorem 1.5i 63 kW (84 hp)
  - F100: S motorem 1.5i 78 kW (105 hp)

- Olympic Concept: Použitý při propagování Barcelony na Olympijských hrách v roce 1992.

- Marathon: Závodní projekt, který nikdy nebyl skutečně realizován. Bylo plánováno vozidlo využít při soutěži Paris–Dakar. Motor měl být nahrazen V8 motorem od Audi, avšak projekt posloužil pouze jako studie pro vývoj úspěšného SEATu Toledo Marathon.

- Sedan: Projekt sedanové verze Ibizy. Nakonec byl tento projekt zrušen vzhledem k „nadbytečnosti“, protože SEAT již v této době prodával sedan s názvem Málaga. Vznikl pouze jeden prototyp.

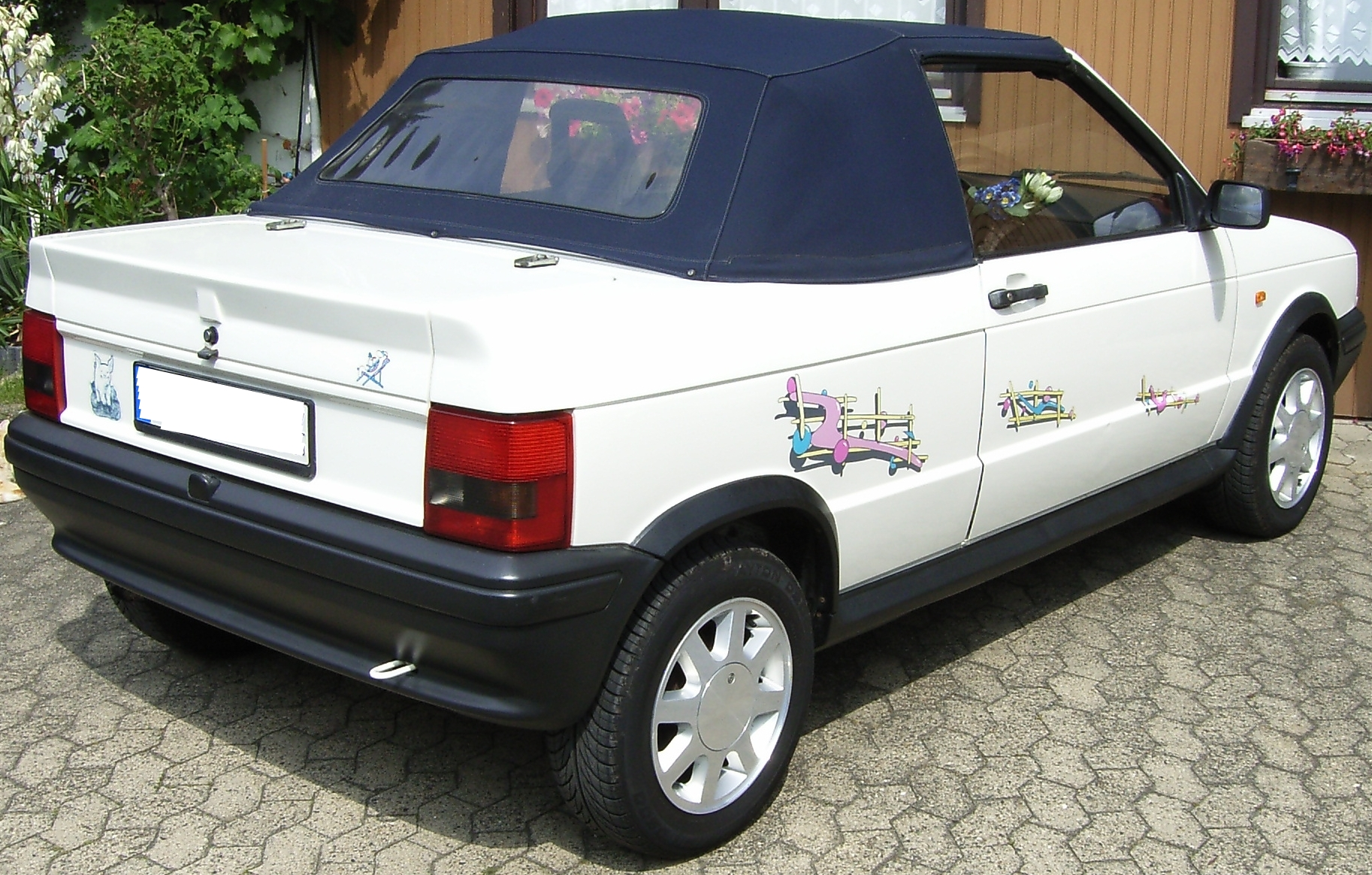
Prototyp Cabriolet

## Závodní verze

### Rally

#### Group S
V roce 1986 pro tehdy připravovanou Skupinu S, která měla debutovat v roce 1988 jako náhrada za Skupinu B, automobilka SEAT chtěla připravit svůj závodní stroj, který by reprezentoval značku v této prestižní a sledované soutěži. V té době nové a rychle populární převodovky schopné rozdělit výkon na obě nápravy byly drahým konstrukčním řešením a SEAT neměl dostatečné finance pro vývoj vlastních převodovek pro pohon všech kol. Dva bratři Serivàs přišli v té době s domácím levným řešením – použít motor zvlášť pro každou nápravu. Toto řešení nazvali SEAT Ibiza Bimotor. Při představení konceptu sportovní divizi značky – SEAT Sport se tento nápad setkal s úspěchem a byl převzat jako oficiální řešení.
Vozidlo bylo upraveno tak, že velká část motorového prostoru a podvozku byla předělána z jiného vozu do zadní části. Přístrojová deska obsahovala všechny ukazatele zdvojené. Použity byly motory o objemu 1461 cm³ a celkový objem tedy činil 2922 cm³. Každý z motorů dosahoval výkonu 95 kW (127 hp) (dohromady tedy teoretických 190 kW (250 hp)).
Řešení však ze začátku naráželo na problémy se synchronizací obou pohonných jednotek a propojení obou převodovek. Chlazení zadního motoru bylo řešeno umístěním speciálního chladiče před motor a přívodem vzduchu speciálními otvory v zadních oknech.
Samotná karoserie však zůstala víceméně nezměněná, některé díly byly nahrazeny lehčími z kompozitních materiálů, i přestože napříč faktu, že vozidlo mělo dva motory, vážilo pouhých 1001 kg.
V době, kdy byl projekt Ibizy Bimotor téměř dokončený však došlo ke zrušení Skupin B a S. Vozidlo tak bylo pouze několikrát poměrně úspěšně vyzkoušeno v menších Španělských soutěžích.

Později bylo vozidlo upraveno a oba motory dosahovaly výkonu 111 kW (149 hp), tedy teoreticky dohromady 223 kW (299 hp). Celý projekt byl pozastaven později v roce 1988 na základě definitivního rozhodnutí zrušit Skupinu S. Ibiza Bimotor od té doby ještě několikrát soutěžila na domácích soutěžích a poté byla uskladněna až do roku 2011, kdy byla předvedena na Festivalu závodů do vrchu v Goodwoodu.

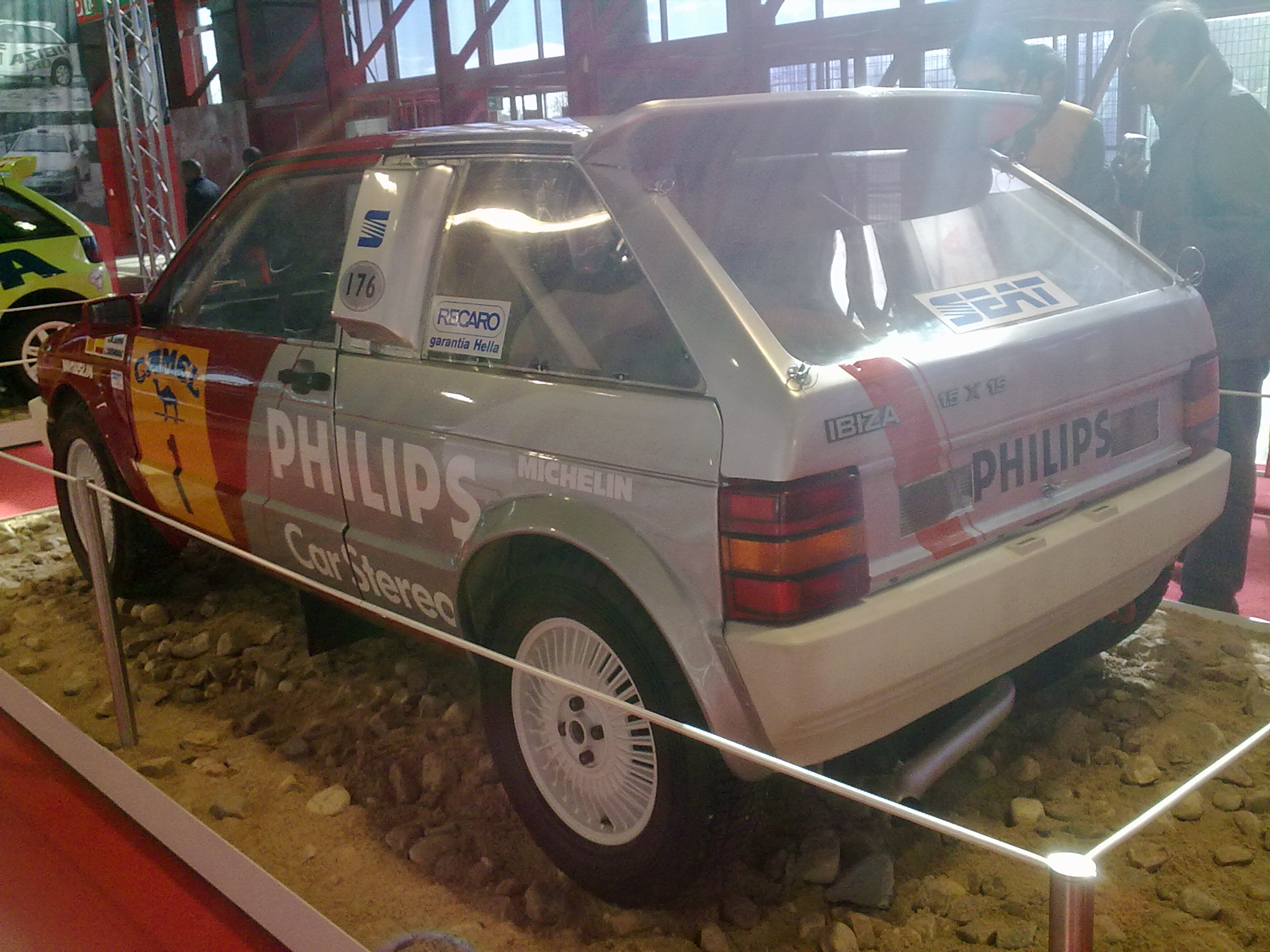
Seat Ibiza Bimotor zezadu

#### Rallye Dakar
Po skončení realizace projektu pro Skupinu S se SEAT Sport rozhodl zaměřit svou pozornost na závodění v Dakarské soutěži. Pro tu vyvinul koncept zvaný SEAT Ibiza Marathon Grand Raid Concept. Ten počítal s využitím motoru V8 od Audi a pohonem všech čtyř kol. Koncept nikdy nebyl realizován do finální podoby, nicméně sloužil jako studie pro další závodní vozidlo: SEAT Toledo Marathon.